# Ґаревал Сінґг
Ґаревал Сінґг (4 травня 1911 — 7 лютого 1949) — індійський хокеїст на траві.
Олімпійський чемпіон 1936 року.
Переможець Західноазійських ігор 1934 року.